# Kappa Leonis
Kappa Leonis (Al Minliar al Asad, 1 Leonis) é uma estrela na direção da constelação de Leo. Possui uma ascensão reta de 09h 24m 39.28s e uma declinação de +26° 10′ 56.8″. Sua magnitude aparente é igual a 4.47. Considerando sua distância de 213 anos-luz em relação à Terra, sua magnitude absoluta é igual a 0.39. Pertence à classe espectral K2III.